# Portret van de geneesheer Joris van Zelle
Portret van de geneesheer Joris van Zelle is een schilderij van de Vlaamse kunstenaar Bernard van Orley, gemaakt in 1519, olieverf op eiken paneel, 39 × 32 centimeter groot. Het toont Joris van Zelle, de toenmalige stadsarts van Brussel. Het schilderij is tegenwoordig in bezit van de Koninklijke Musea voor Schone Kunsten van België te Brussel.

## Context
Bernard van Orley werd omstreeks 1487 of 1488 in Brussel geboren. Zijn buurman, Joris van Zelle, werd in 1491 in Leuven geboren, alwaar hij geneeskunde studeerde. In 1522 werd Zelle aangesteld als stadsarts van Brussel, waar hij tot 1561 in het Sint-Janshospitaal werkte. De twee mannen woonden in die tijd allebei aan het Sint-Goriksplein. Tevens waren beiden lid van de "De Corenbloem", een rederijkerskamer: ze waren hoogstwaarschijnlijk goed bevriend met elkaar.

## Afbeelding
Het schilderij toont een schrijvende, goedgeklede Van Zelle, zittend achter een bureau in een kleine, intieme ruimte. De 28-jarige geneesheer draagt een bontjas en een vilthoed. Hij is afgebeeld met een karakteristieke, prominente neus en forse lippen. Het Latijnse opschrift op het wandtapijt, afgebeeld op de achtergrond van het schilderij, verraadt de identiteit van de afgebeelde persoon: in het Latijn staan hier de naam en het beroep van Van Zelle vermeld, alsmede de naam van de schilder en de datum waarop het schilderij is gemaakt. Verder staat er op het wandtapijt, links van het hoofd van Van Zelle, het monogram 'ANVTEFQS'. De betekenis van dit monogram is tot op heden onbekend, maar zou kunnen slaan op een alleen aan de geneesheer en de kunstenaar zelf bekende spreuk, die de band tussen de twee symboliseert.
Er is door de kunstenaar veel zorg besteed aan het juist weergeven van de textuur van de verschillende voorwerpen op het schilderij. Het gebruik van warme kleuren en het kleine kader dragen bij aan de huiselijke sfeer. Achter van Zelle hangen zijn inktpot en pennekoker aan een klein koordje. In de linkerbovenhoek zijn een aantal rijk versierde, ingebonden boeken te zien. Deze behoren tot de bibliotheek van Van Zelle, die uit 32 boeken bestond en heden ten dage in Augsburg bewaard worden. Omringd door zijn boeken is Van Zelle aantekeningen aan het maken en wordt zo door de kunstenaar als een belezen en geleerd humanistisch man afgebeeld.